# هیروشی کوبایاشی
هیروشی کوبایاشی (ژاپنی: 小林 寛؛ زادهٔ ۱۷ مارس ۱۹۵۹) بازیکن فوتبال اهل ژاپن است.
هیروشی کوبایاشی در تیم‌هایی همچون باشگاه فوتبال کاوازاکی فرونتال و باشگاه فوتبال میتو هولیهوک مربی‌گری کرده‌است.